# Rakhil Eidelson
Rakhil Solomonovna Eidelson est une joueuse d'échecs biélorusse née le 14 novembre 1958 à Alatyr dans la République socialiste fédérative soviétique de Russie. Elle a le titre de grand maître international féminin depuis 1995. 
Au 1er février 2021, elle est la 10e joueuse biélorusse avec un classement Elo de 2 065 points.

## Biographie et carrière
Eidelson a remporté le championnat de la République soviétique de Biélorussie en 1985 et 1989, puis le championnat de la Biélorussie indépendante en 1993, 1995, 1997, 1998, 2003 et 2004.
En 1994, 1998, 2000 et 2004, elle participa aux olympiades d'échecs féminines, jouant au premier échiquier de la Biélorussie.en 1998 et 2000.
En 2000, elle battit la joueuse algérienne Asma Houli au premier tour du championnat du monde d'échecs féminin et se qualifia pour le deuxième tour, puis  elle perdit contre Alisa Marić au deuxième tour.